# El lugar de la otra
El lugar de la otra é um filme de drama policial histórico chileno de 2024 dirigido por Maite Alberdi e estrelado por Elisa Zulueta e Francisca Lewin. Baseado na história real da escritora María Carolina Geel, que em 1955 matou seu amante no Hotel Crillón, o filme é uma releitura de uma história do livro Os Assassinos de Alia Trabucco Zerán.
O filme foi exibido em competição no 72º Festival Internacional de Cinema de San Sebastián em 23 de setembro de 2024. Foi selecionado como a entrada chilena de Melhor Longa-Metragem Internacional no 97º Oscar, mas não foi indicado.

## Enredo
A famosa escritora María Carolina Geel mata seu amante e é levada a julgamento por assassinato. Mercedes, a assistente jurídica do juiz de primeira instância, fica obcecada com o caso ao aprender sobre a vida de Geel, chegando a questionar suas crenças sobre as mulheres na sociedade.

## Elenco
- Elisa Zulueta como Mercedes Arévalo
- Francisca Lewin como María Carolina Geel
- Marcial Tagle como Aliro Veloso
- Pablo Macaya como Efraín García
- Gabriel Urzúa como Domingo
- Cristián Carvajal como Luis Malaquías Concha
- Pablo Schwarz como Benjamín Montero
- Enrique Valenzuela como Gaspar García
- Lucas Jadue como Samuel García
- Sebastián Apiolaza como Retamal
- Adams Pino como Suárez
- Natalia Valdebenito como Matilde Ladrón de Guevara
- Francisca Feuerhake como Lucía Ladrón de Guevara
- Carlos Donoso como Rolando de la Fuente
- Néstor Cantillana como René Cárdenas
- Nicolás Saavedra como Roberto Pumarino
- Francisco Pérez-Bannen como Pedro Echeverría
- Mariana Loyola como Cora Danyau
- María José Parga como Adriana Silva
- Emilio Edwards como Walter Pumarino
- Felipe Zapata como Sergio Pumarino
- Nicolás Zárate como Mario Arnés
- Teresita Reyes como Madre Anunciación
- Rosario Bahamondes como Rosa Janequeo
- Guilherme Sepúlveda como Jorge Vargas
- Aaron Hernández como Fernando Arellano
- Muriel Miranda como Rebeca Vizcaya
- Andrés Skoknic como Hernán Díaz Arrieta
- Luis Cerda como Hugo
- Gustavo Bacerra como Julio
- Agustín Moya como Pasmanik
- Patricio Strahovsky como vizinho
- Paloma Salas como cliente

## Produção
El lugar de la otra foi filmado no Chile com cinematografia de Sergio Armstrong. O filme foi produzido pela Fabula, enquanto Mariane Hartard, Sergio Karmy e Cristián Donoso atuaram como produtores executivos.

## Lançamento
El lugar de la otra estreou em 23 de setembro de 2024 no 72º Festival Internacional de Cinema de San Sebastián. Também teve um lançamento limitado em cinemas chilenos selecionados em 30 de setembro de 2024. O filme ficou disponível na Netflix em 11 de outubro de 2024.